# Giuseppe Tomaselli

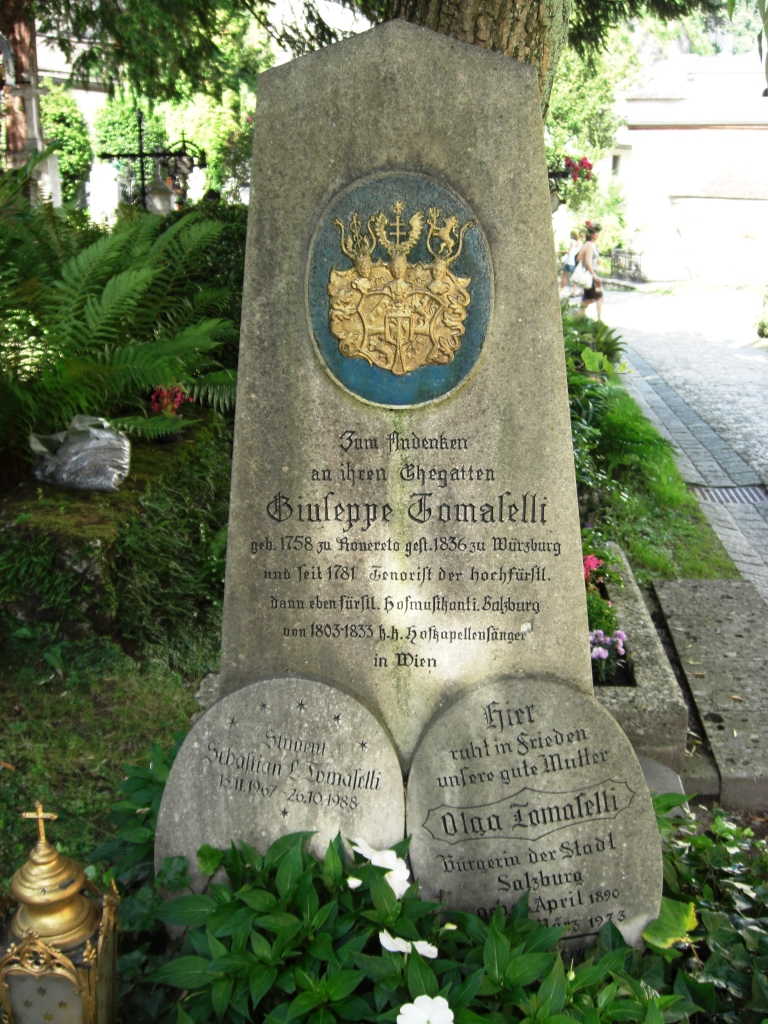
Gedenkstein für Giuseppe Tomaselli auf dem Petersfriedhof in Salzburg

Giuseppe Tomaselli (* 29. Januar 1758 in Rovereto, Trentino; † 20. März 1836 in Würzburg) war ein Schauspieler und Sänger (Tenor).

## Leben
Giuseppe  Tomaselli erfuhr in Mailand eine musikalische Ausbildung mit dem Schwerpunkt Gesang. Mit Wirkung vom Oktober 1781 bekam er eine Anstellung in der Hofkapelle von Fürsterzbischof Hieronymus von Colloredo. Schon bald machte er dadurch die Bekanntschaft mit Leopold Mozart und dessen Familie.
Mit 30 Jahren heiratete Tomaselli Theresia Gschwendter. Nach dem Tod seiner Ehefrau heiratete er schon bald darauf in zweiter Ehe Antonia Honikel; eine Stieftochter des Cafetiers Leopold Erich. Mit seiner zweiten Frau hatte er eine Tochter, Katharina und drei Söhne, Carl, Franz und Ignaz.
Zwischen 1796 und 1798 leitete er zusammen mit Lorenz Hübner das Salzburger Stadttheater. Während dieser Zeit erzielte er nicht nur große Erfolge als Sänger, sondern war auch als Gesangslehrer erfolgreich.
Nach der Säkularisation des Erzstifts Salzburg blieb die Hofkapelle zwar noch kurze Zeit bestehen. In den Wirren der napoleonischen Krieg wirkte er in Salzburg von 1803 bis 1806 so weiter als Hof- und Kammersänger von Kurfürst Ferdinand von Toskana. 

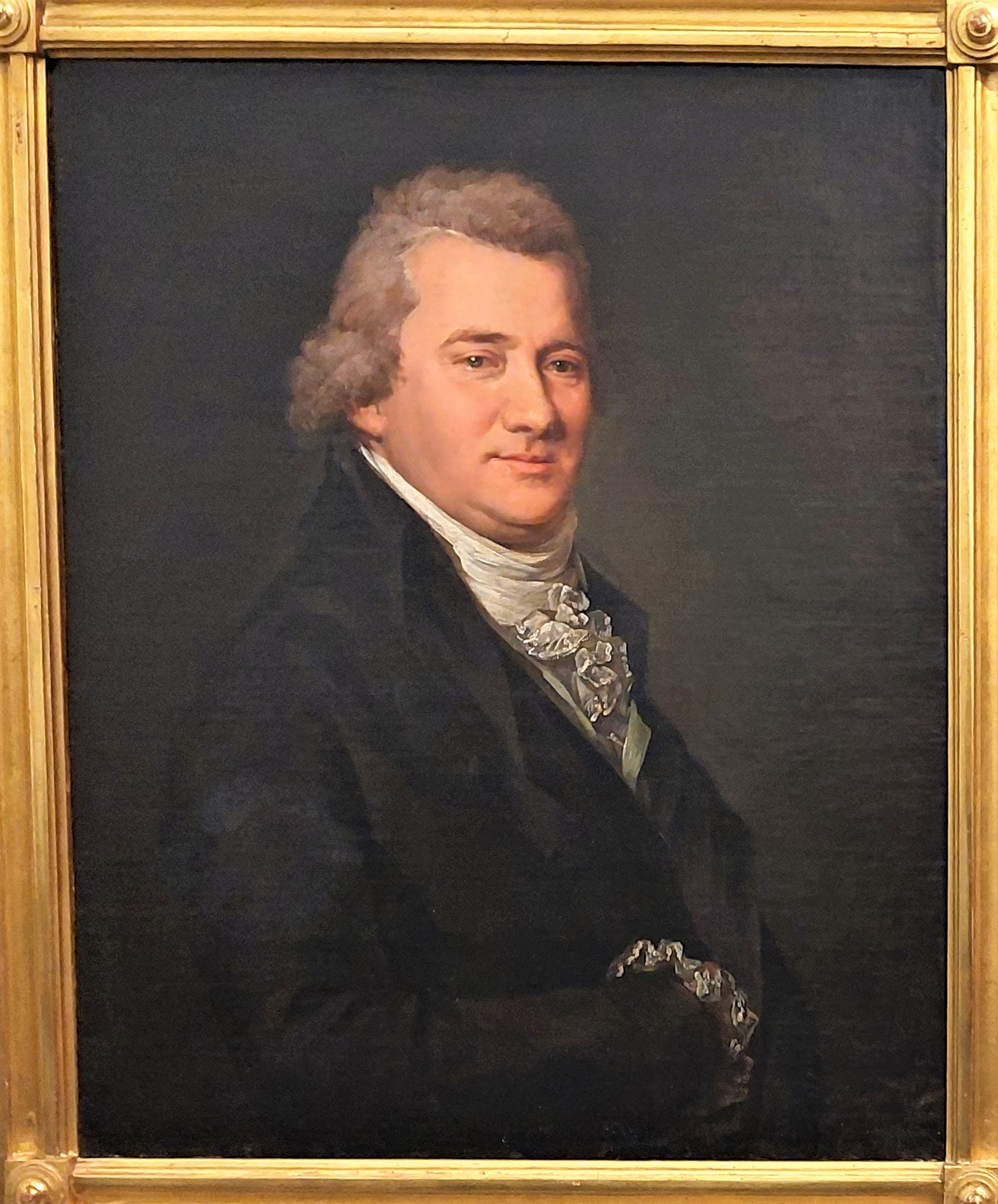
Giuseppe Tomaselli, Bildnis von Barbara Krafft (ca. 1804)

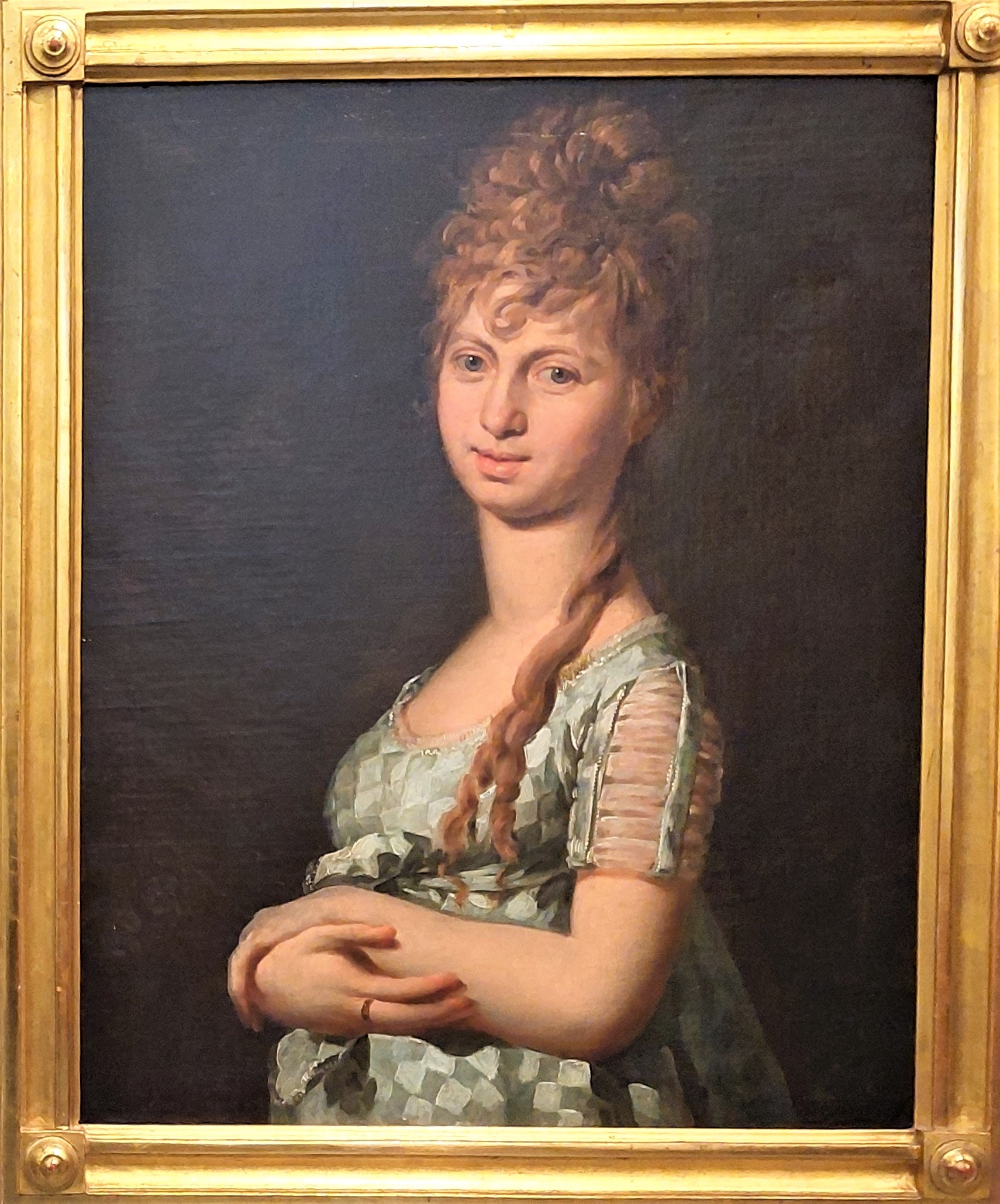
Antonia Tomaselli, Bildnis von Barbara Krafft (ca. 1804)

Tomaselli ging 1807 dann nach Wien an den Hof von österreichischen Kaisers Franz I. Er war in Wien aber auch als Klavierpädagoge und Gesangslehrer tätig. Im Herbst 1833 zog er sich ins Privatleben zurück und verließ Wien. Er lebte kurze Zeit bei seiner Familie in Salzburg, ließ sich aber dann in Würzburg nieder. Dort starb er sieben Wochen nach seinem 78. Geburtstag und fand seine letzte Ruhestätte auf dem Petersfriedhof in Salzburg.